# Província de Cercado (Beni)
La província de Cercado és una de les vuit províncies del Departament de Beni, a Bolívia. La seva capital és Trinidad. El 2012 tenia 111.873 habitants.